# Yeni N'Gbakoto
Yeni N'Gbakoto (Croix, 23 gennaio 1992) è un calciatore francese naturalizzato congolese (Repubblica Democratica del Congo), attaccante del Sedan.

## Carriera

### Club
Ha esordito con la prima squadra del Metz nel 2010-2011, giocando due stagioni in seconda serie, una in terza serie e quindi nuovamente in seconda serie, vivendo il doppio salto di categoria quando nel 2014 la squadra è stata promossa in Ligue 1.
Il 7 agosto 2016 viene acquistato dal QPR, squadra militante nella seconda serie inglese. Dopo una stagione e mezza trascorsa con la squadra londinese il 3 gennaio 2018 fa ritorno in Francia, trasferendosi al Guingamp, con cui firma un triennale.

### Nazionale
Dopo aver giocato con le nazionali giovanili francesi Under-17 ed Under-18 ha scelto di rappresentare la Repubblica Democratica del Congo, con la cui nazionale maggiore nel 2017 ha giocato 2 partite.

## Statistiche

### Presenze e reti nei club
Statistiche aggiornate al 3 gennaio 2018.
| Stagione        | Squadra         | Campionato      | Campionato | Campionato | Coppe nazionali | Coppe nazionali | Coppe nazionali | Coppe continentali | Coppe continentali | Coppe continentali | Altre coppe | Altre coppe | Altre coppe | Totale | Totale |
| Stagione        | Squadra         | Comp            | Pres       | Reti       | Comp            | Pres            | Reti            | Comp               | Pres               | Reti               | Comp        | Pres        | Reti        | Pres   | Reti   |
| --------------- | --------------- | --------------- | ---------- | ---------- | --------------- | --------------- | --------------- | ------------------ | ------------------ | ------------------ | ----------- | ----------- | ----------- | ------ | ------ |
| 2009-2010       | Metz            | L2              | -          | -          | CF+CdL          | 0+1             | 0               | -                  | -                  | -                  | -           | -           | -           | 1      | 0      |
| 2010-2011       | Metz            | L2              | 22         | 2          | CF+CdL          | 3+0             | 2+0             | -                  | -                  | -                  | -           | -           | -           | 25     | 4      |
| 2011-2012       | Metz            | L2              | 20         | 0          | CF+CdL          | 1+2             | 0               | -                  | -                  | -                  | -           | -           | -           | 23     | 0      |
| 2012-2013       | Metz            | CN              | 38         | 11         | CF+CdL          | 2+3             | 2+1             | -                  | -                  | -                  | -           | -           | -           | 43     | 16     |
| 2013-2014       | Metz            | L2              | 37         | 14         | CF+CdL          | 0+1             | 0               | -                  | -                  | -                  | -           | -           | -           | 38     | 14     |
| 2014-2015       | Metz            | L1              | 30         | 5          | CF+CdL          | 3+2             | 0+1             | -                  | -                  | -                  | -           | -           | -           | 35     | 6      |
| 2015-2016       | Metz            | L2              | 38         | 12         | CF+CdL          | 1+2             | 0+1             | -                  | -                  | -                  | -           | -           | -           | 41     | 13     |
| Totale Metz     | Totale Metz     | Totale Metz     | 185        | 44         |                 | 21              | 7               |                    | -                  | -                  |             | -           | -           | 206    | 51     |
| 2016-2017       | QPR             | FLC             | 26         | 3          | FACup+CdL       | 1+1             | 0+1             | -                  | -                  | -                  | -           | -           | -           | 28     | 4      |
| 2017-gen. 2018  | QPR             | FLC             | 5          | 0          | FACup+CdL       | 0+2             | 0+1             | -                  | -                  | -                  | -           | -           | -           | 7      | 1      |
| Totale QPR      | Totale QPR      | Totale QPR      | 31         | 3          |                 | 4               | 2               |                    | -                  | -                  |             | -           | -           | 35     | 5      |
| gen.-giu. 2018  | Guingamp        | L1              | 0          | 0          | CF+CdL          | 0+0             | 0               | -                  | -                  | -                  | -           | -           | -           | 0      | 0      |
| Totale carriera | Totale carriera | Totale carriera | 216        | 47         |                 | 25              | 9               |                    | -                  | -                  |             | -           | -           | 241    | 56     |